# Parafia św. Brata Alberta w Koziegłowach
Parafia Świętego Brata Alberta w Koziegłowach – rzymskokatolicka parafia w Koziegłowach, należąca do dekanatu czerwonackiego. Powstała w 1988. Obecny kościół parafialny wybudowano w latach 1981–1988. Mieści się przy ulicy Kwiatowej w Koziegłowach. 